# Vila Nova de Oliveirinha
Vila Nova de Oliveirinha is een plaats (freguesia) in de Portugese gemeente Tábua en telt 338 inwoners (2001).